# Shove It (musikalbum)
Shove It är det brittiska rockbandet The Cross debutalbum. På den europeiska versionen av albumet står Freddie Mercury för sången på låten "Heaven for Everyone". På den amerikanska versionen är det dock Roger Taylor som sjunger.

## Låtlista
Samtliga låtar är skrivna av Roger Taylor.
1. "Shove It" - 4:33
2. "Cowboys and Indians" - 5:53
3. "Contact" - 4:54
4. "Heaven for Everyone" - 4:54
5. "Stand Up for Love" - 4:22
6. "Love on a Tightrope (Like an Animal)" - 4:49
7. "Love Lies Bleeding (She was a Wicked Wily Waitress)" - 4:25
8. "Rough Justice" - 3:22
9. "The 2nd Shelf Mix" - 5:50

## Medverkande
- Roger Taylor - sång
- Spike Edney - keyboard, kör
- Josh Macrae - trummor
- Clayton Moss - gitarr
- Peter Noone - bas

### Övriga medverkande
- Brian May - gitarr
- Freddie Mercury - sång
- John Deacon - bas
- Jill O'Donovan - kör
- Susie O'List - kör